# Lagueruela
Lagueruela település Spanyolországban, Teruel tartományban. Lagueruela Cucalón, Bea, Calamocha és Ferreruela de Huerva községekkel határos. Lakosainak száma 71 fő (2024).

## Népesség
A település népessége az utóbbi években az alábbiak szerint változott:
| Lakosok száma | 65   | 56   | 65   | 66   | 69   | 78   | 84   | 73   | 71   | 71   |
|               | 2001 | 2004 | 2007 | 2009 | 2012 | 2014 | 2017 | 2019 | 2022 | 2024 |